# Giunio Valentino

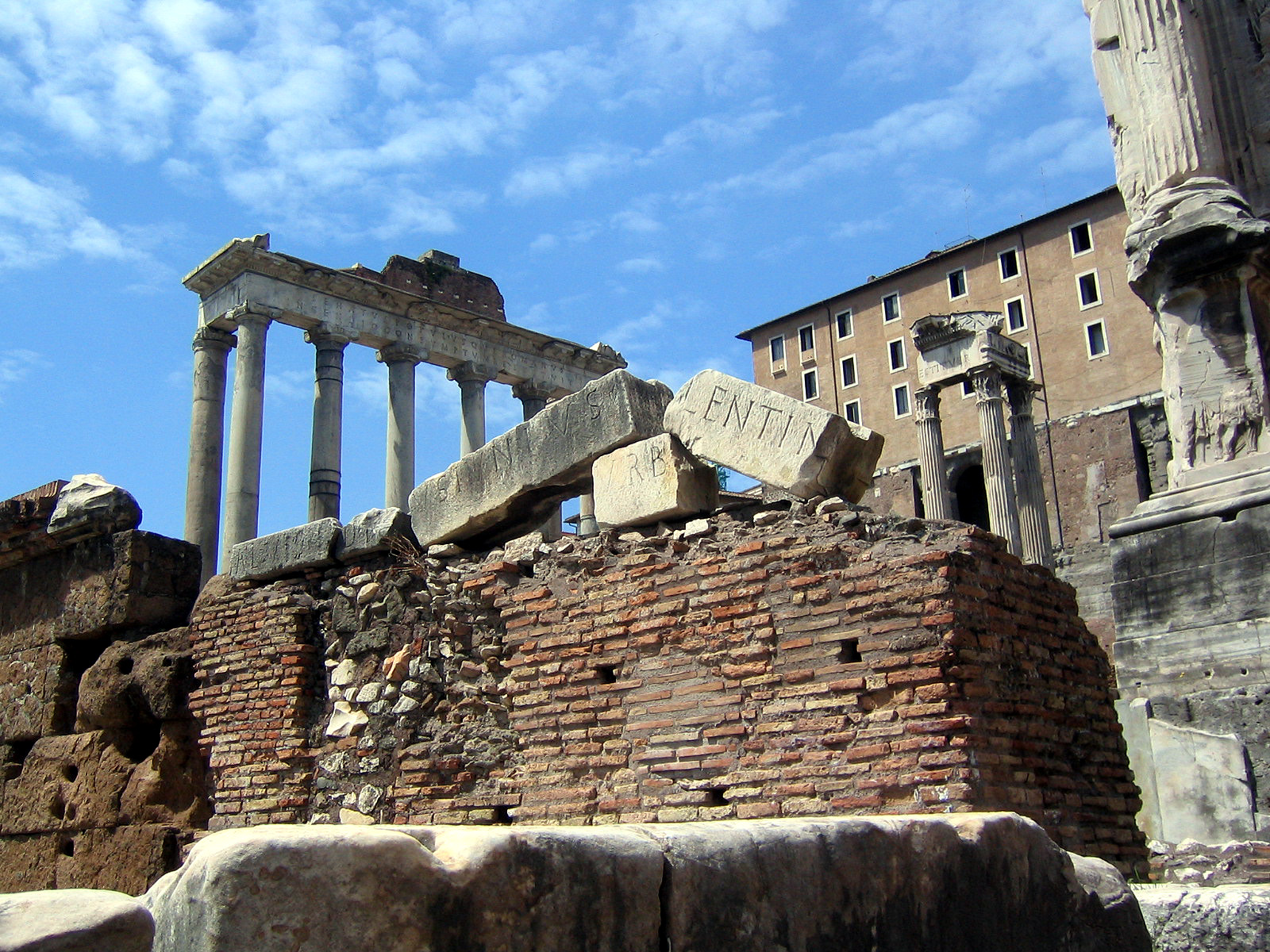
Iscrizione dedicatoria di Valentino sui Rostra vandalica, nel Foro Romano a Roma

Vezio Giunio Valentino (in latino Vettius Junius Valentinus; fl. seconda metà del V secolo) è stato un politico romano, praefectus urbi di Roma, attestato da alcune iscrizioni.

## Biografia
Il suo nome è conservato da tre iscrizioni, una tavola di bronzo e alcuni pesi; una delle iscrizioni è sui Rostra vandalica nel Foro Romano. Le iscrizioni attestano che fu praefectus urbi di Roma; il loro contenuto e il loro stile suggeriscono un'epoca compresa tra il sacco di Roma ad opera dei Vandali (455) e la caduta dell'Impero romano d'Occidente (476).
Dedicò i Rostra vandalica, una estensione degli antichi Rostra, in occasione di una vittoria navale, probabilmente una di Leone I e Antemio sui Vandali (470).

### Fonti primarie
- CIL VI, 32005, CIL VI, 37106, CIL VI, 1788

### Fonti secondarie
- Jones, Arnold Hugh Martin, John Robert Martindale, John Morris, The Prosopography of the Later Roman Empire, volume 1, Cambridge University Press, 1992, ISBN 0-521-07233-6, p. 1140.